# Alcavot
La paraula alcavot (f. alcavota) o tercer (f. tercera) designa una persona que facilita les trobades amoroses o que treballa per una altra persona per tal d'enredar aquelles relacions. Per tant, l'acció d'alcavotejar és la de fer de mitjancer o encobridor de relacions sexuals il·lícites. És un terme donat en l'edat mitjana i normalment en aquella època, es referia a una persona gran d'edat la qual interferia en assumptes particulars d'uns altres amb la intenció de treure'n profit. També s'anomena alcavot al teló que substituïa el de boca en l'escenari d'un teatre, emprat per a indicar que l'entreacte seria curt. Un alcavot pot ser, cada un dels individus (dos o tres) que en les cerimònies de noces de Catalunya Vella eren encarregades d'anar a cercar la núvia i de conduir-la a l'església.

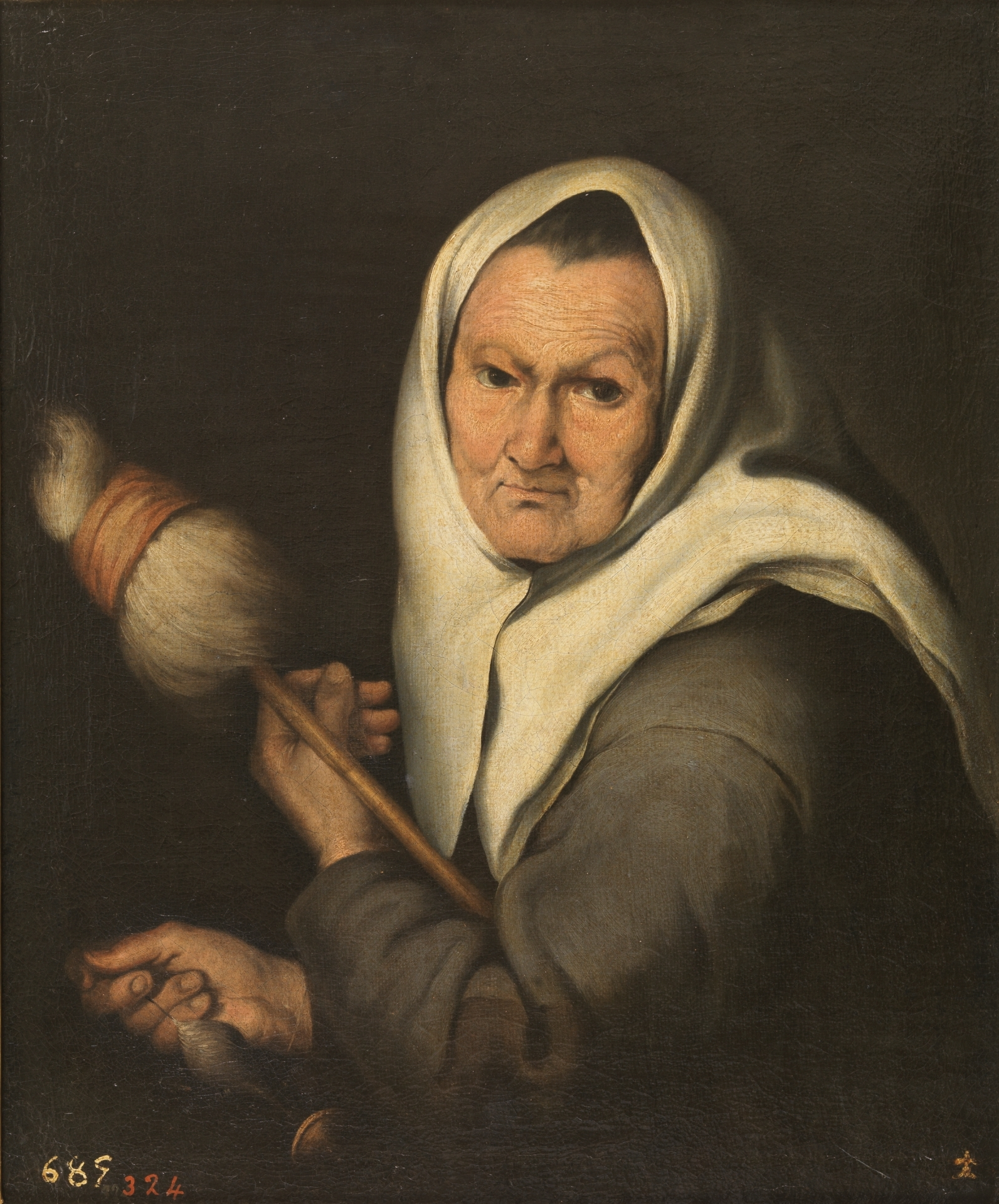
Alcavota

## Etimologia
Alcavot és una paraula antiga, registrada en la nostra llengua des de 1251. La paraula prové de l'àrab hispànic alqawwád (el missatger), i aquest de l'àrab clàssic qawwád. El missatger es dedicava a passar missatges secrets a l'amant d'una dona casada.

## Història

### Les expulsions d'alcavots, tafurers i vagabunds a Barcelona (1401-1469)
Entre els anys 1401 i 1469, a la ciutat de Barcelona (Lleida, Castelló o Valencia), pel que fa als estaments més baixos d'aquesta societat hi convivien alcavots, alcavotes, tafurers i vagabunds.
Les expulsions de tota aquesta gent eren genèriques i no incloïen els noms dels expulsats. No serà fins al 1391 que el rei Joan atorgà a la ciutat un privilegi pel qual la ciutat farà publicar els noms dels expulsats pel crida de la ciutat.

Al privilegi de Joan I s'especifica que es poden expulsar alcavots, alcavotes, tafurers, caps de tafureria i els homes que maten per diners. Això, es posà en pràctica l'any 1398 quan es publicà un ban genèric sense els noms dels expulsats. El 22 de novembre de 1401 es feu el primer ban d'expulsió on s'incloïen els noms dels bandejats. A partir d'aquí i fins al 1469 trobem una sèrie de personatges (mitjancers, meuques, tafurers, rodamóns). Les expulsions d'aquests, no segueixen un ordre continuat en el temps, sinó que es donen entre diferents anys, (1404-1414, 1415-1426...). Però, a partir de l'any 1432 la informació és contínua fins a l'any 1469 que s'entronquen les crides, fins a una altra vegada l'any 1517. En la Catalunya antiga, l'alcavot era la persona que explotava a una dona per obtenir-ne uns guanys, cosa que no es diferencia gaire de la definició que avui dia entenem d'alcavot, ja que sempre hi ha un interès econòmic al darrere. Es tractava en definitiva d'un proxeneta. A la Barcelona del segle xv se'l considerava il·legal, en contraposició a l'hostaler de bordell. Tècnicament no hi havia diferències entre l'alcavot i l'hostaler de bordell. Tots dos explotaven meuques, és a dir prostitutes, per tal d'obtenir-ne uns guanys. La diferència era que l'hostaler treballa a un lloc fix (el bordell) i el mitjancer no, tot i que intentava infiltrar les prostitutes per treballar al bordell. El prostíbul en ser de titularitat municipal era controlat pel Consell de Cent que el llogava a qui el volgués regentar. La prostitució del bordell era una “indústria cívica” que ajudava a evitar mals majors. L'alcavot era il·legal perquè treballava fora del bordell i la ciutat no en treia cap benefici. El mitjancer torba la societat perquè estava fora de la llei. Tant els alcavots com les alcavotes se'ls veia com un element negatiu de la societat medieval. El franciscà gironí Francesc Eiximenis creia que els mitjancers corrompien els matrimonis i feien multiplicar els adulteris amb el consegüent augment dels fills bastards, fruit d'unions adúlteres. El testament de Consellers de l'any 1373 també recollia els abusos dels alcavots vers les prostitutes. Cal esmentar que els alcavots mai actuaven en les mateixes ciutats, sinó que anaven voltant fins que eren expulsats, i molts d'aquests de vegades tenien relacions amb gent de la monarquia.

## Obres representatives:Tirant lo BlanchiLa Celestina
El Tirant lo Blanch és una obra on apareix un personatge prototípic de l'alcavota: Plaerdemavida. Aquest personatge fa la seua funció en els amors entre el cavaller Tirant i la princesa Carmesina, com podem llegir ben clarament en el capítol «Com plaerdemavida posà a tirant en lo lit de la princessa» (cap. 231). El possible benefici que en trau Plaerdemavida de l'enllaç apareix reflectit al llarg de l'obra pel plaers de caràcter eròtic que experimenta l'alcavota duent avant els seus plans d'emparellament.
L'obra per excel·lència com a representació del personatge d'una alcavota és l'obra castellana La Celestina. Aquesta obra literària va ser escrita pel dramaturg espanyol, Fernando de Rojas. És una de les obres més destacades de la literatura espanyola i marca la transició entre l'edat mitjana i el Renaixement. És una obra que parla d'un jove noble que es diu Calisto que s'enamora de Melibea. Aquesta rebutja el seu amor. Un criat de Calisto li aconsella que vagi a demanar ajuda a una vella alcavota per tal d'aconseguir el cor de Melibea. Aquesta alcavota, anomenada Celestina, aconsegueix que Melibea s'enamori de Calisto, clarament amb un interès al darrere. L'alcavota pacta amb els criats de Calisto repartir els guanys que els donés el jove en parts iguals. Però aquesta, moguda per l'avarícia, s'hi nega i els criats la maten. Aquests són detinguts i ajusticiats. L'obra finalitza quan Calisto es troba al jardí amb Melibea. Calixto sent un soroll i pensa que són els seus criats que estan en perill. Salta el mur i es mata. A causa d'aquest fet, Melibea també es suïcida. És d'aquesta manera com el personatge de la Celestina (l'alcavota) queda clarament representat. Per tant, veiem que és un personatge de caràcter negatiu i mogut pels seus propis interessos. És un personatge que mitjançant la mentida i la intel·ligència aconsegueix enganyar i aprofitar-se dels altres. Representa un element subversiu dintre d'una determinada societat, compromès a propagar i facilitar el gaudi sexual.

## Obres en l'art
Obres literàries
- Espill o llibre de les dones de Jaume Roig. Hi apareixen diverses terceres o alcavotes.
- Libro de Buen Amor de Juan Ruiz, Arxipreste d'Hita (el personatge conegut com a Urraca la Trotaconventos).
- Història Duobus Amantibus d'Enea Silvio Piccolomini.
- L'elegia de Madonna Fiammetta de Giovanni Boccaccio.

Pintures
- Dànae rebent la pluja d'or, obra de Ticià.
- L'alcavota (en neerlandés: De koppelaarster), obra del pintor holandès Gerard van Honthorst.